# 元老
元老（げんろう）は、第二次世界大戦前の日本において天皇の輔弼を行い、内閣総理大臣の奏薦など国家の重要事項に関与した重臣である。明治初期に置かれた元老院と直接的な関係はない。

## 元老の権能
主権者たる天皇の諮問に答えて内閣総辞職の際の後継内閣総理大臣の奏薦、その他の重要国事に関与した。元老の主要な権能としては後継首相の奏薦であるが、この会議には元老がすべて参加するとは限らず、元老たちの要請により、前首相や内大臣などが参加することもあった。天皇は元老が奏上した候補者については拒否した例はなく、大命降下は事実上元老の意見に基づくものとなっていた。また外交や内政の重大事項について協議して意見を述べることもあり、日英同盟締結の際には元老会議によって意見がまとめられ、日露戦争開戦時の御前会議にも参加している。また個々の元老は宮中や貴族院、政党や軍などに働きかける政治活動を行った。これらの行動は元老集団の合意に基づくものではなく、個人としての活動であった。
元老は内閣にとって正負両面の影響力を持っていた。原則的には成立した内閣の存続をはかり、交代に際しては円満であることを望んでいたが、第1次西園寺内閣倒閣の際には、倒閣に動いたことも指摘されている。
最後の元老である西園寺公望は、太平洋戦争開戦直前の1940年に死去した。この西園寺の死によって明治維新以来の政治体制が終焉したことが、開戦に至った遠因という指摘もある。

## 元老の資格
元老は公職ではなく、元老の権能、待遇、就任資格を明文化したものは存在しない。このような存在であるため、法的根拠がないという指摘が1900年ごろにも行われている。このため大正期からは勅命または勅語によるものと認識されるようになった。永井和は天皇が「至尊匡輔の勅語」 を授けることが元老になる要件であるとしている。しかし主立った元老は勅語を受ける以前から元老としての活動を行っており、受けた詔勅も共通したものではない。
元老となったと見なされることがある詔勅のうち、伊藤博文、山縣有朋、黒田清隆、松方正義、そして桂太郎が受けた勅語は「特ニ大臣ノ礼ヲ以テシ茲ニ元勲優遇ノ意ヲ昭ニス」というものであり、西園寺公望が受けたものは総理大臣辞職の際の1912年（大正元年）12月21日に「将来匡輔ニ須ツモノ多シ宜シク朕カ意ヲ体シテ克ク其力ヲ致シ賛襄スル所アルヘシ」という勅語であるが、内容はまったく一致していない。同年8月13日に、山縣、井上馨、松方、大山巌、そして桂は「我が業を助くるべし」という勅語を受けておりこれも元老と認めたものと解釈されることもある。
当時の読売新聞は「勅語中に「匡輔」「輔業」「賛襄」」というものがあるのが元老たる者を認めた勅語であるとしているが、いわゆる「元勲優遇」の勅語にはそのような文言はない。読売新聞はこの記事において大隈重信が1916年（大正5年）10月9日に「匡輔」するよう勅語を受けたと記述しているが、過去の業績に対して述べられたもので他の元老と大隈の扱いは違うと解釈している。若槻礼次郎は昭和天皇践祚の際に「朕カ志業ヲ輔翼弼成」するよう求められた勅語を受けたが、元老と見なされることはない。一方で、西郷従道はこの種の勅語を受けていないが、元老として扱われている。また松方、井上、大山が元老としての活動を行ったのは勅語を受ける以前からである。このため伊藤之雄は、その人物を元老たらしめたのは、明治天皇や他の元老による承認によるものだとしている。
待遇としては、皇室儀制令（大正15年［1926年］皇室令第7号）第29条において、「元勲優遇ノ為大臣ノ礼遇ヲ賜ハリタル者」として宮中席次において第一階第四の席次を受けるというものがある。ただし、この「元勲優遇」という勅語を受けた者は公布時点ですでに全員死亡している。

## 沿革

### 内閣制度発足以前
憲法制定以前の明治政府においては藩閥の有力者や岩倉具視などのいわゆる「元勲」たちによって政治や人事は行われていた。大臣・参議制度が伊藤博文によって主導されるようになると、このころの参議の過半数がのちに元老となっている。

### 元老制度の形成
内閣制度が発足し、第1次伊藤内閣が成立したが、大臣のうち6人が後の元老となっている。伊藤内閣の後の黒田清隆内閣、第1次山縣内閣はそれぞれ前首相の推薦によって成立した。
1889年（明治22年）11月21日、伊藤博文と黒田清隆に対し「大臣の礼によって元勲優遇の意を表す」という詔勅が下された。これは通常「元勲優遇の詔勅」と呼ばれ、大正期からは元老の法的根拠とされていたが、伊藤 2016はこの詔勅により二人が元老となったわけではないと指摘している。伊藤、山縣はのちに同趣旨の詔勅を4回受け、松方は3回受けているが、この詔勅を受けていない段階でも井上馨と松方正義は後継首相の諮問を受けている。この詔勅により伊藤やより若い世代の松方などを「元勲」と呼ぶ動きが広まった。
1891年（明治24年）当初の責任を果たした山縣内閣の山縣は辞任を決意、後継に伊藤を推薦したが伊藤は固辞。伊藤は松方正義と西郷従道を推薦した。

#### 第２次伊藤内閣の成立
1891年（明治24年）5月、第1次松方内閣が成立。1892年（明治25年）に第1次松方内閣が行き詰まりをみせると、6月29日、元老会議が開かれ伊藤・黒田・山縣・松方が出席、井上馨は山口県に帰郷していたため参加できなかった。この会議では第2次伊藤内閣の成立が事実上決まり、「元勲会議」によって後継首相が決まる先例となった。土方久元元宮内大臣が伊藤に対して「政府内にいなくても元勲の身で天皇の諮問を受け、奉答することはけっして不当ではない」という書簡を出しているように、こうした元勲たちが国政への助言や指導を行うべきであるという認識が強まった。7月30日に松方が辞表を提出すると、明治天皇は伊藤、山縣、黒田に善後処置を諮り、そして2日後には井上馨に対して後継首相の意向を尋ねた。伊藤の伊皿子邸において、伊藤・山縣・黒田・井上、そして山田顕義と大山巌を加えた会議が行われ、伊藤を後継首相とすることが確認された。

#### 第２次松方内閣の成立
1895年（明治28年）に伊藤が辞職の意向をもち、後継首相に松方を推薦したが、明治天皇は辞表を却下している。1896年（明治29年）に再び伊藤が辞表を提出すると、伊藤が後継を指定しなかったこともあり、天皇は山縣・黒田・井上、そして松方に諮問する意向を持っていた。参内した黒田と松方に対し、天皇は山縣を首相としてはどうかと諮った。しかし山縣が病気を理由に辞退したため、第2次松方内閣が成立した。このころ清浦奎吾や白根専一は天皇が「元老を召す」という書簡を出しており、東京日日新聞でも9月1日に「黒田伯をはじめ元老諸公」が相談をすると報じており、9月3日には「所謂元老会議」という記事を掲載し、大阪朝日新聞も4人の「元老」と記述している。東京日日新聞は「元老なる文字から解釈」すれば、川村純義、副島種臣、佐佐木高行、海江田信義、福岡孝弟も元老ではあるが、今回の会議は「一種の元老を限れるもの」としている。1892年から1895年ごろまでは「元勲」「元勲会議」の語が主に使われていたが、1896年8月末以降は「元老」「元老会議」の語が使用されるようになっていき、制度として公然化していくこととなる。ただ天皇は内閣の存続等に関する問題を全て元老に下問したわけではない。

#### 第３次伊藤内閣の成立

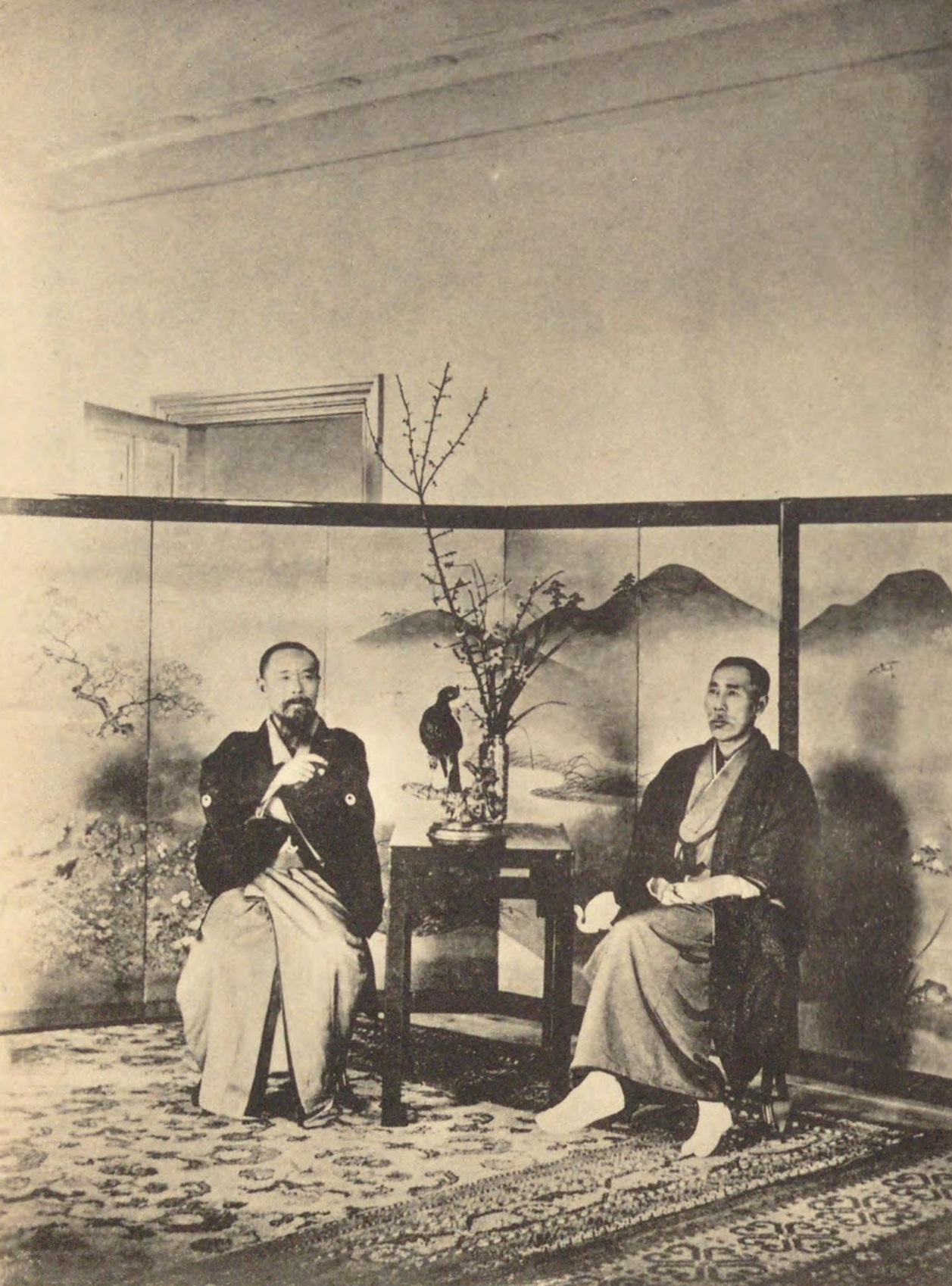
1896年（明治29年）1月、小田原の滄浪閣で会合中の二元老。伊藤博文（左）と山縣有朋（右）

1897年（明治30年）12月、松方内閣が崩壊すると、明治天皇は黒田清隆一人に後継首相を下問した。黒田は伊藤か山縣が適当であると奉答し、天皇は伊藤に組閣を命じた。渋る伊藤を黒田と山縣が説得して出馬させた。第3次伊藤内閣の成立前、伊藤は「元老」を召して内外の情勢に対応する会議開催を奏請した。この会議の出席予定者は伊藤・山縣・黒田・井上・松方に加え、大山巌・西郷従道も加わったものであった。1898年（明治31年）1月10日に行われた会議には辞職直後である松方は出席しなかったものの、内大臣徳大寺実則が「元老が参朝」という表現を使っている。これ以降、天皇をはじめとする宮中も元老たちに下問することを事実上の制度として認識するようになった。
伊藤は枢密院を強化し、構成員でもある元老がその中で首相の奏薦を行うことを考えており、1896年にもその旨を手記に記している。しかし枢密院内部の対立が激化していたため、当面は藩閥実力者の間で決めていくしかないと判断している。
元老内では特に伊藤と山縣が強い影響力を持っていた。しかし伊藤は立憲政友会の結成により元老内、官僚内での勢力を低下させ、山縣は枢密院、陸軍、官僚を通じて伊藤に並ぶ強大な影響力を持った。井上は伊藤の補佐的な役割をしていたが、剛毅な性格の彼には首相となれないことの屈折もあった。松方は財政の専門家として名をあげ、財界のみならず開拓使官有物払下げ事件以来影響力を低下させていった黒田の後継となる薩摩閥の代表として扱われるようになった。しかし松方は性格が弱く、伊藤に協力的であったために薩摩閥の失望を買った。西郷は海軍、大山は陸軍を代表する存在であったが、大山は陸軍内の意向に従う傾向があり、黒田・西郷没後は会議内のバランスをとるためしばらく元老会議のメンバーから外されている。

### 桂園時代

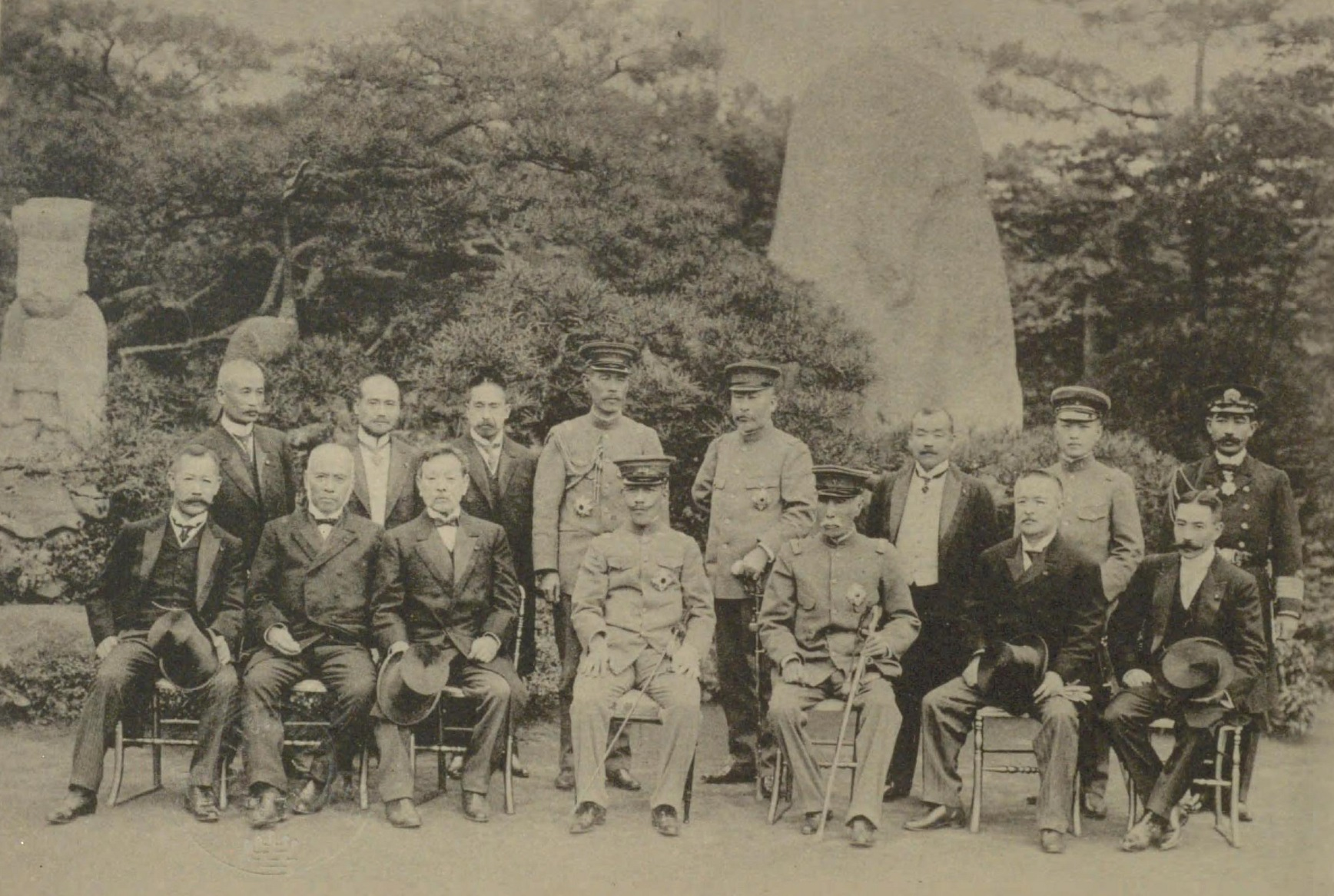
1910年（明治43年）5月1日、内田山の井上馨邸を訪れた皇太子嘉仁親王（後の大正天皇、前列中央）と元老・随員。前列の左から井上馨（3人目）、山縣有朋（5人目）、桂太郎（6人目）

第1次桂内閣では、日露戦争の遂行に協力する見返りとして立憲政友会へ政権を譲るという密約があり、伊藤と井上はこの密約を知っていたが、山縣は知らなかった。密約を知った山縣はこれに憤ったが、流れを変えようとはしなかった。桂は形式的に各元老に了解を取り、政友会総裁西園寺公望を後継首相に推薦した。第1次西園寺内閣の終焉にあたっても西園寺は桂を推薦し、天皇は伊藤・山縣・松方・井上の同意を確認してから桂に大命を下した。桂が日露戦争の勝利で権勢を強め、政友会の影響力も強大化したことにより、桂園時代の首相指名に関しては、元老は形式的な存在となっていった。伊藤の死後、桂は「元老は老衰した」として影響力を拡大しようともくろみ、1911年（明治44年）8月には「元勲優遇の詔勅」を受けている。またマスメディアにおいても元老が非立憲的であるなどと批判を受けるようになった。

### 大正政変と元老
1912年（明治45年）7月、明治天皇が崩御し、大正天皇が践祚した。山縣はこの機に桂の影響力を低下させようとし、内大臣として宮中入りさせた。しかし桂は二個師団増設問題を契機に第2次西園寺内閣を倒した。後継内閣の選定にあたっては山縣・松方・井上・大山にお召状が発せられ、1912年（大正元年）12月6日の元老会議に桂が「元老の資格」として参加した。後継首相には桂が選任されたが、これは「元老山縣の子分である桂が首相となった」ととられ、元老制度特に山縣への批判が集中することとなった。結局第3次桂内閣は第一次護憲運動の盛り上がりによってあっけなく崩壊した。山縣はこの機に元老制度を立て直そうとし、西園寺を元老会議に加えるべきと主張した。西園寺は12月21日に「賛翼する所あるべし」という詔勅を受けており、山縣はこの詔勅を根拠として西園寺が元老となる有資格者であるとしたものである。しかし「元勲優遇の詔勅」を受けた桂は、辞表奉呈後に山縣の質問に対して加藤高明が適当であり、「元老が推薦してはいかが」と答えたのみであった。西園寺は組閣を求められたが辞退し、イギリス流に「議会多数党」が政権を取るようにしてはどうかと提案しているが、他の元老から国情に合わないとして反対されている。結局政友会色の強い山本権兵衛を首班とする第1次山本内閣が成立している。

### 第2次大隈内閣と元老

#### シーメンス事件と第一次世界大戦参戦
1914年（大正3年）4月、シーメンス事件で山本内閣が倒れると、元老たちは再び会議を行った。西園寺も召集されたが、「違勅」を口実として出席しなかった。しかし奏薦した徳川家達に辞退され、清浦奎吾の組閣も失敗したことで、7回も会議を行うこととなった。山縣は最終的に大隈重信を首相とするよう提案し、ようやく第2次大隈内閣が成立する運びとなった。8月には大隈内閣が第一次世界大戦への参戦を決めた。山縣は重大案件の決定自体に元老が加えられなかったことに憤慨したものの、元老会議もこれに同意を与えた。
このころになると山縣以外の元老は老いて十分な影響力を発揮できず、山縣自身の影響力も低下しつつあった。大隈と加藤高明外相・立憲同志会総理も元老の影響力を排除しようと考えており、対華21カ条要求の交渉過程でも山縣に報告を行わなかった。しかし21カ条要求の外交的失敗が明らかになると、マスメディアの批判は元老会議にも向いた。1915年には井上が死去したことで、山縣の孤独は強まった。1916年（大正5年）、山縣は大隈を元老に加える構想を持ったが、大隈は加藤に政権を譲るつもりでいた。寺内正毅を構想していた山縣と大隈の会談の結果、大隈は加藤と寺内を後任とするよう奏上した。

#### 寺内内閣の成立とシベリア出兵
一方で西園寺は1914年（大正3年）6月、政友会総裁原敬に、「将来は西園寺が元老となり宮中を担当し、原が表の政治を担当する」ことを話し合い、新たな元老としての活動を行うつもりでいた。西園寺は山縣の嫌う加藤にも批判的であり、孤独を深めていた山縣にとって好ましい存在であった。西園寺は寺内が適当であると大正天皇に奏上するほか、8月3日の非公式元老会議にも参加した。9月26日、大隈は再度参内し、辞意を伝えるとともに、加藤を推薦する一方で、大山巌内大臣に、元老会議を開かずに首相を決定してほしいと要請した。大山は拒否し、山縣も「大隈には1年半も欺かれた」と憤慨した。大隈は世論を背景にこの要求を通そうとしたが、大山内大臣・波多野敬直宮内大臣をはじめとする宮中は元老会議の開催を支持していた。10月4日、大隈が加藤を推薦することを明記した辞表を提出すると、山縣は大正天皇に拝謁し、元老会議開催の同意と、西園寺を会議に加えることの許可を得た。山縣・松方・大山・西園寺による元老会議は全員一致で寺内を押し、寺内内閣がスタートした。伊藤之雄は西園寺が正式に元老として認められたのはこの時期であるとしている。首相辞任後の大隈は「首相待遇」を受けるという勅語を受け、「体を休め、天皇の意に添うようにしてほしい」という御沙汰書が下された。この御沙汰書は、波多野宮内大臣が「元老の待遇を受けたものと信ずる」としたように、一部には元老扱いしたものであると受け止められた。このころから元老の根拠が特定の詔勅によるものであるという認識が広まった。
山縣はなおも大隈を元老に加え、元老会議の正当性と実権を高めるつもりであったが、西園寺、松方、大山、寺内首相も反対していた。大隈はシベリア出兵に関する非公式元老会議には参加したものの、その後は元老制度が非立憲的であると非難し、参加しなかった。しかし彼の人気は高く、憲政会系の報知新聞などでは「陛下の元老」などと扱うこともあった。

### 原内閣と元老
寺内内閣が行き詰まると、西園寺は原と会談して原を首相とする合意を行った。寺内が首相を辞任すると、山縣の策動により西園寺に大命が降下した。西園寺は辞退し、原を推薦した。山縣と松方も合意し、原内閣が誕生した。原は内政、外交とともに堅実な路線をとり、急進的な改革を嫌う山縣の信頼を勝ち得ていった。しかし宮中某重大事件において、皇太子裕仁親王の婚約取り消しに動いた山縣と松方は、世論や右翼の猛攻撃を受け、官職及び恩典のすべてを返上する申し出を行うまでに追い詰められた。原は山縣と松方が元老としての地位を返上する事態を望んでおらず、両者の辞職申し出を受けないよう天皇に働きかけている。原は皇太子裕仁親王の欧州訪問や摂政設置問題でも山縣と協調し、彼を熱心な原内閣支援者へと変えていった。

### 元老一人制へ

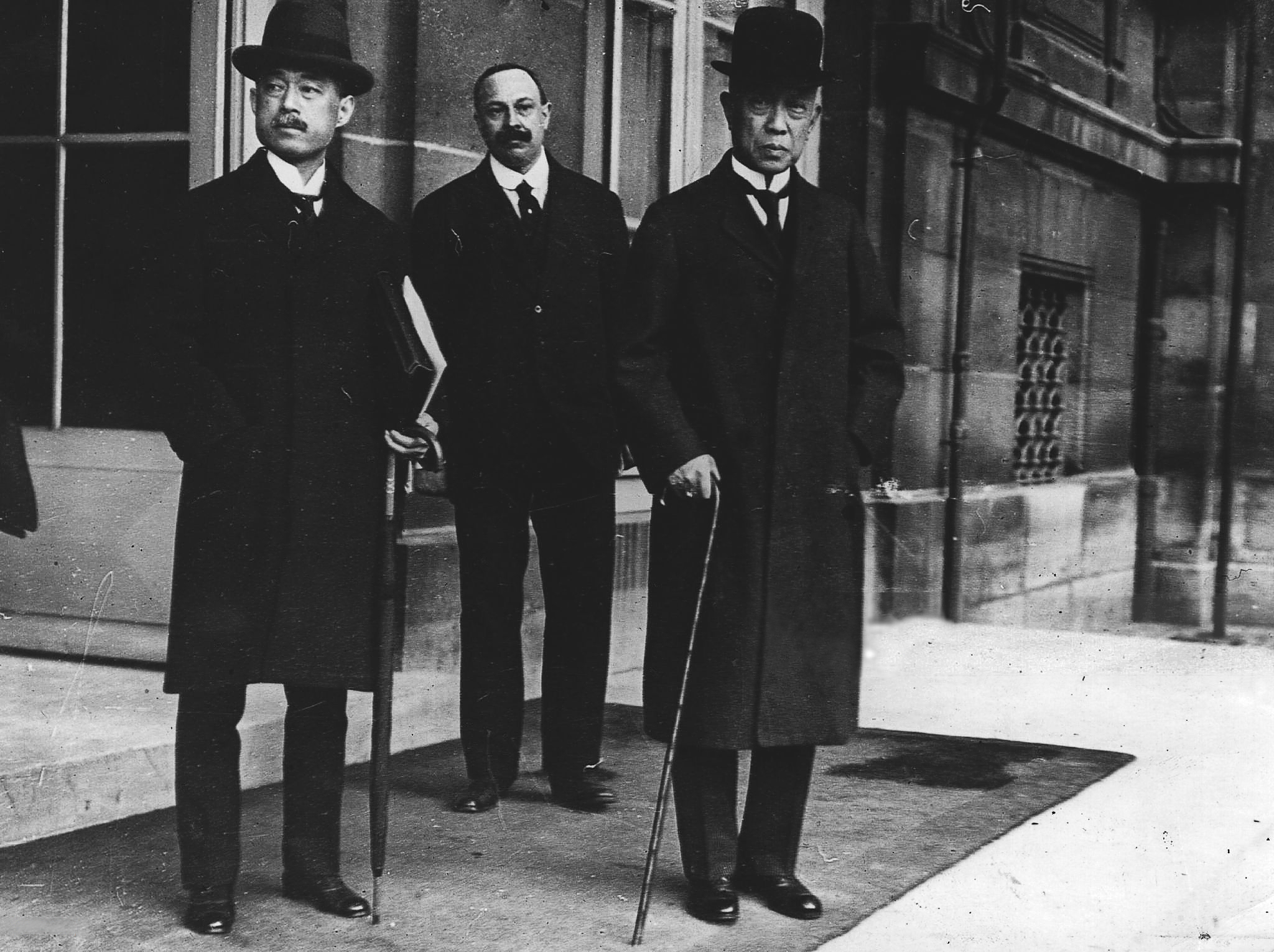
1919年（大正8年）3月、パリ講和会議に出席した際の松井慶四郎駐仏大使（左）と西園寺（右）

原が1921年（大正10年）11月に暗殺されると、山縣は病中であったために、松方と西園寺の主導により高橋是清が政友会内閣を引き継いだ。間もなく山縣と大隈が相次いで没し、松方も高齢であったため、西園寺が事実上の元老主導者となった。西園寺自身も「自分は全責任を負ひ宮中の御世話やら政治上の事は世話を焼く」と考えていた。しかし1922年（大正11年）6月に高橋内閣が総辞職すると、おりしも西園寺は病中であった。この際、宮内大臣牧野伸顕は、松方の他に山本権兵衛元首相と、清浦奎吾枢密院議長にも下問するように摂政宮裕仁親王に言上した。松方と清浦、そして山本は加藤友三郎海軍大将を奏薦し、大命が降下した。これは御下問範囲を拡大することで、山本と清浦を準元老とも呼べる存在にするものであった。元老や元老に次ぐ存在を増やすことに、元老以外が関与するべきではないと考えていた西園寺は牧野の策動に不満であり、9月に内大臣に就任した平田東助も西園寺と同様に考えていた。
翌1923年（大正12年）に加藤友三郎首相の病状が悪化した際には、西園寺は元老以外に下問しないように牧野と打ち合わせを行い、病中であった松方もこれに同意した。加藤友三郎首相が8月24日に没すると、摂政宮は平田内大臣に善後策を聞き、元老に下問するようにという内大臣の意見を受けて、二元老に下問を行った。この方式は平田の提案によって行われるようになったもので、首相推薦課程において、内大臣が形式的に関与する先例となった。第2次山本内閣は虎ノ門事件の責任をとって12月に総辞職し、西園寺と松方は選挙管理内閣として清浦奎吾を奏薦した。清浦内閣が第二次護憲運動によって第15回衆議院議員総選挙で惨敗すると、西園寺は護憲三派の筆頭である憲政会総理である加藤高明を奏薦した。当時松方は意識もおぼつかない病中であったため、西園寺は平田内大臣にも下問するよう奏上し、平田も加藤を推したために加藤に大命が降下した。1924年7月4日に松方は没したため、以降は西園寺が最後の元老として活動することになった。この後、15年にわたって単独の元老であったため、「元老」は西園寺を指す代名詞となった。
松方の存命中から元老の補充に関してはたびたび問題となっており、牧野が行った「御下問範囲拡大」もその一つである。しかし西園寺は新たな元老を加えようとはしなかった。これは吉野作造によって、西園寺が元老制度を廃止するために意図的に元老を加えないでいるのだと指摘され、伊藤隆、馬場恒吾、升味準之輔、永井和といった研究者たちもそう見ている。一方で伊藤 2016は元老を加えようとしなかったのは、価値観を共有できる存在がいなかったためであるとしている。原は一時西園寺と行き違いはあったが、西園寺が元老となって以降は良好な関係であり、平田内大臣も「元老は西園寺公を限りとし、将来は置かぬが宜し。原が居れば別だが、種切れなり」と評したように、生存していれば元老となっていたと見られている。また伊藤 2016は加藤高明についても組閣以降西園寺が高い評価を与えており、元老の有力候補であったとしている。一方で有力候補としてあげられた山本権兵衛については薩摩閥色が強すぎるとして、西園寺も平田も否定的であった。

### 憲政の常道

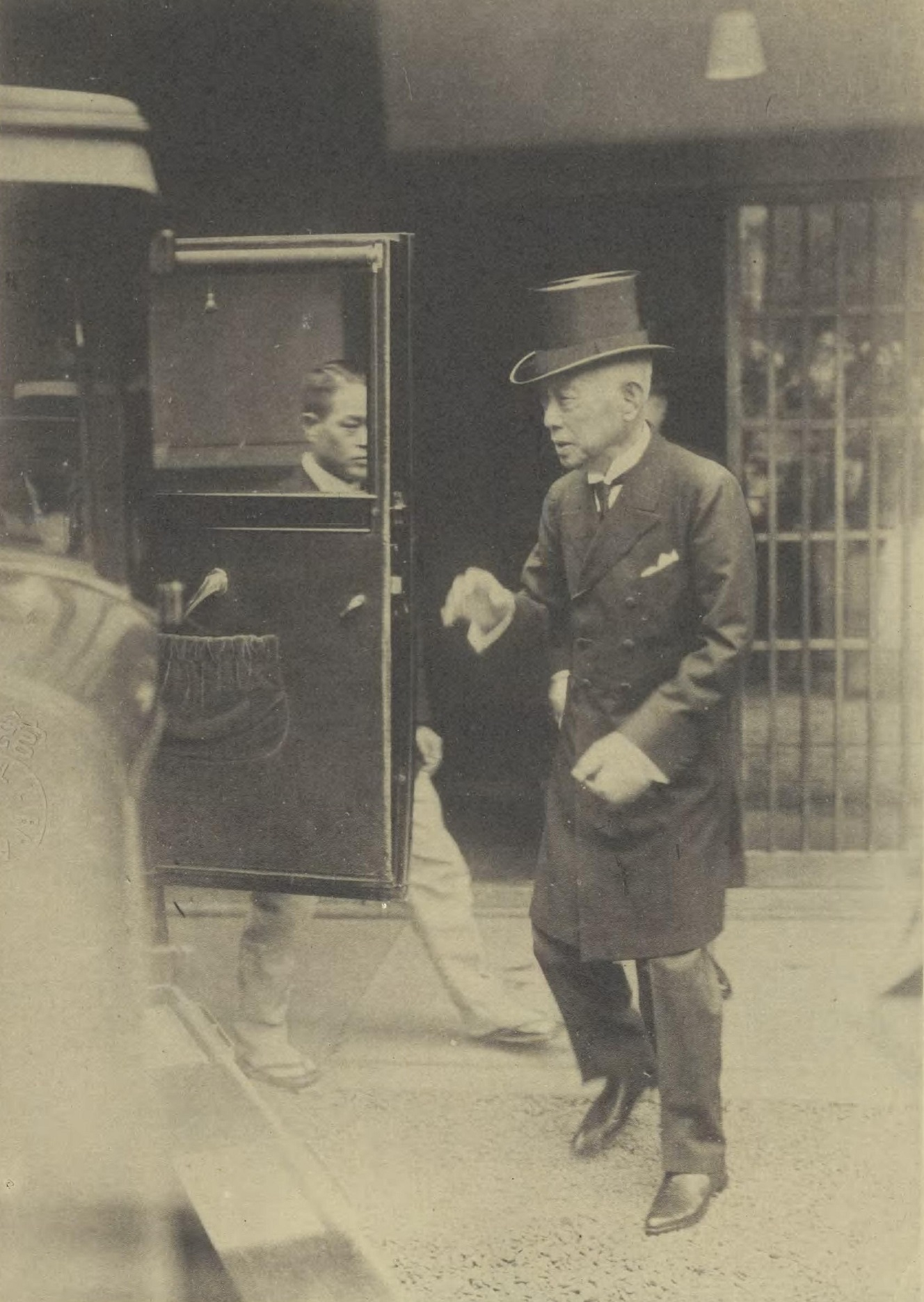
1929年（昭和4年）7月2日、後継内閣の推薦に関する御下問に奉答するために駿河台邸より宮中へ向かう西園寺

護憲三派が1925年（大正14年）7月に決裂し、加藤高明首相は辞表を提出した。西園寺は加藤首相を支持していたため、そのまま留任させるべきと考えていた。病気で引退した平田の後を継いだ牧野内大臣も同じ意見であったが、摂政宮裕仁親王は西園寺の上奏を受けた後に、牧野の意見を確認した。この方式は加藤高明首相の病死後の選定時にも継続されることになった。1926年（大正15年）10月14日、西園寺は摂政宮に拝謁し、「政変があった場合には、元老だけではなく内大臣にも下問がある」「西園寺が死去した場合は、内大臣が主に下問を受け、意見を求めたい人がいる場合は勅許を得て参加させる」と奏上した。これは牧野内大臣との事前打ち合わせなく行われたことであり、西園寺が元老の補充をあきらめた為と見られている。永井和は平田内大臣時に行われていた元老下問前の内大臣への下問とあわせ、「元老・内大臣協議方式」による首相選定であるとしている。しかし伊藤 2016は元老と内大臣は同格ではなく、両者が協議したような形容は内大臣を過大評価しすぎていると指摘している。
1927年（昭和2年）に第1次若槻内閣が倒れると、牧野内大臣は一木喜徳郎宮内大臣、珍田捨巳侍従長、河井彌八侍従次長と協議し、後継には第二党政友会の総裁である田中義一が適任であるとした。河井侍従次長は勅使として西園寺の元に向かい、協議した意見を伝えた。西園寺も同意見であると答え、田中義一内閣が成立した。1928年（昭和3年）に発生した張作霖爆殺事件の後、真相の公表方針を翻した田中に天皇及び牧野ら宮中は厳しい対応をとろうとした。これに対して西園寺は首相の辞任につながると反対したが、宮中はこれを押し切って田中への問責を行い、田中義一内閣は崩壊することになった。これは軍人・右翼・政友会等に牧野への反感と昭和天皇がそれに引きずられているという印象をもたらした。1929年（昭和4年）7月2日、田中が辞表を提出し、下問を受けた西園寺と牧野が宮中で会談したのち、西園寺が第二党立憲民政党総裁の濱口雄幸を推薦し、牧野が同意するという形で濱口内閣が成立した。ロンドン海軍軍縮条約締結に関しては、条約に反対する枢密院の倉富勇三郎議長と平沼騏一郎副議長が条約批准に反対しようとしていたが、西園寺は濱口首相を激励し、枢密院を折れさせた。しかし濱口首相は銃撃事件で重傷を負い、1931年（昭和6年）に辞表を提出したため、同じ民政党の若槻が後継首相となり、第2次若槻内閣が成立した。
西園寺はこの時期議会勢力に重点を置いた推薦を行い、衆議院第一党の党首を首相とし、第一党に問題がある場合は第二党の党首を首相とするという、いわゆる「憲政の常道」を実現させることとなった。西園寺自身は「憲政の常道」を認める発言を行ったことはなかったが、世論には受け入れられ、元老に対する批判もほとんど無くなっていった。しかし政党内閣は昭和恐慌や昭和金融恐慌に十分な対応がとれず、また疑獄事件も頻発したことで信頼を失っていった。

### 政党内閣の崩壊

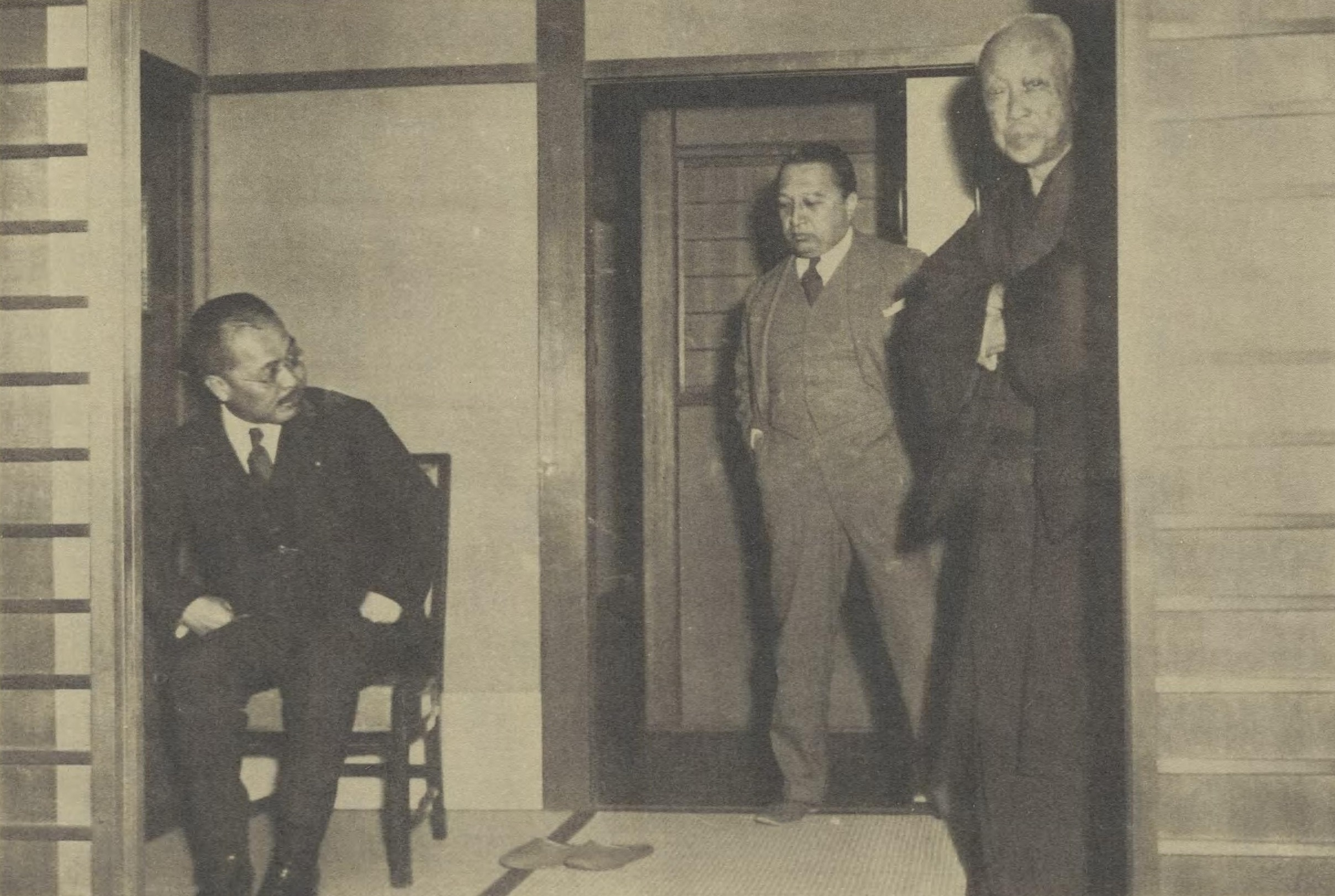
1931年（昭和6年）11月1日、滞京中に駿河台邸に来訪した幣原喜重郎外相（左端）を迎える西園寺（右端）

昭和天皇はまだ若く、牧野も経験が少なかったため、西園寺のような政治力に乏しかった。一方の西園寺も老齢であり、興津の坐漁荘に滞在していたため、天皇らに十分な影響を与えることはできなかった。三月事件や満州事変の独断越境などの軍の独走に対して、西園寺は反対していたものの、牧野ら宮中、そして若槻内閣は穏当な対応を求め、結果的に処罰は行われなかった。これは軍部の増長を招き、元老や宮中、政党内閣の影響力は減退していくこととなった。
1931年（昭和6年）12月11日、若槻内閣は「協力内閣」運動に推されて辞職した。協力内閣は民政党と政友会が共同し、陸軍の意向も取り入れていこうというものであり、牧野や一木宮相も協力内閣の成立に好意的であった。しかし西園寺は政友会の犬養毅を推し、牧野らも異論を唱えなかったため政友会内閣である犬養内閣が成立した。犬養首相は満州国承認問題で軍部と対立し、1932年（昭和7年）の五・一五事件によって殺害された。陸軍は政党内閣に反対しており、平沼内閣の成立を望んでいた。西園寺は高橋是清臨時首相、荒木貞夫陸軍大臣、大角岑生海軍大臣といった内閣メンバー、倉富枢密院議長、近衛文麿貴族院副議長、清浦元首相、山本権兵衛元首相といった重臣、上原勇作元帥、東郷平八郎元帥などの陸海軍の大物と各方面の有力者の意見を聞き、さらに牧野内大臣・一木宮相・鈴木侍従長と会談した上で、海軍軍人の斎藤実を奏薦した。西園寺が各方面に配慮する姿勢を見せ、斎藤内閣は政友会と民政党、そして官僚から構成された挙国一致内閣であったが、平沼枢密院副議長といった右翼は西園寺に反感を持ち、その正当性に疑いの目を持つようになった。

### 二・二六事件と宇垣組閣の失敗

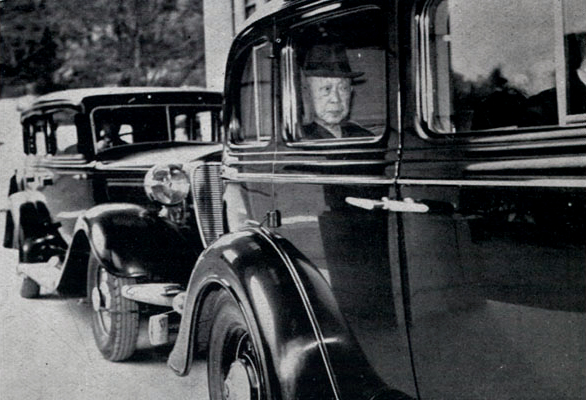
1936年（昭和11年）3月4日、広田弘毅を首相推薦したのち、宮中から退出する西園寺

西園寺は満州国承認や国際連盟脱退には反対であったが、世論が支持するこれらに反対して、元老の権威が失墜することを怖れていた。西園寺は世論が落ち着くまで宮中の国際協調派である天皇や牧野らを守ろうとし、そのためにも元老の権威が失墜することは防がなければならなかった。1933年（昭和8年）には首相選定への内大臣関与を限定的にするよう制度を改め、牧野を攻撃の対象から外そうとした。さらに内閣総理大臣の前官礼遇を受けた者と枢密院議長で構成される「重臣会議」も奉答に関与させることとなった。1934年（昭和9年）5月に斎藤内閣が倒れると、西園寺は牧野及び重臣である清浦奎吾、高橋是清、若槻礼次郎、そして斎藤首相と一木枢密院議長をくわえて協議することとなった。牧野は清浦のみを加えるのが適当であるとしたが、西園寺は政党総裁である若槻も加えるべきとした。この協議によって岡田啓介海軍大将が奏薦され、岡田内閣が成立した。

#### 二・二六事件
天皇機関説事件で岡田首相、一木枢密院議長、牧野内大臣への圧力が強まると、西園寺は激励して岡田内閣を存続させ、一木枢密院議長の辞任を先送りした。しかし牧野は健康上の問題もあって辞職した。しかし岡田内閣や宮中グループに対する反発は残り、1936年（昭和11年）に二・二六事件が勃発した。この事件では牧野、そして牧野の後任である斎藤内大臣、鈴木侍従長も襲撃対象となり、斎藤内大臣は死亡し、鈴木侍従長も重傷を負った。事件を受けて一木枢密院議長と湯浅倉平宮内大臣は後継内大臣に近衛文麿を推し、内々で接触をすすめていた。また内大臣が不在となったことで後継首相選定に関して、枢密院議長が内大臣の代わりを務めるということを天皇に上奏し、裁可を得た。これらは西園寺に無断で行われたことであり、西園寺は軍部に近い近衛は宮中に入れるべきではないと考えており、湯浅を後継内大臣に推した。西園寺は勅使を受けないまま、電話で依頼を受けるという異例の形で上京し、選定方式には同意したが、一木が推す平沼枢密院副議長には反対し、近衛を推薦するべきと押し切った。しかし近衛は健康上の問題を理由として受けず、広田弘毅が後継となった。

#### 宇垣内閣の流産
1937年（昭和12年）、広田内閣が辞表を提出すると、湯浅内大臣、百武三郎侍従長、広幡忠隆侍従次長、松平康昌内大臣秘書官長、木戸幸一皇后大夫が協議し、今回は重臣に意見を聞かず、内大臣が一旦下問を受け、西園寺のみに下問するべきと奉答するという従来の手続きがとられることとなった。湯浅は参考として枢密院議長となった平沼に意見を聞いたものの、西園寺は宇垣一成朝鮮総督が陸軍を押さえられると判断し、宇垣を推薦した。しかし陸軍は宇垣に反発し、陸軍大臣を出さなかった。宇垣は宮中の威光を借りてなんとか内閣を成立させようとしたが、失敗すれば宮中への反発が取り返しのつかないものとなると判断した西園寺や天皇は積極的に支援することはなかった。結局宇垣は大命を拝辞することとなった。
宇垣の辞退後、西園寺は第一に平沼枢密院議長、第二に林銑十郎大将を推薦し、平沼が辞退したため林が首相となった。西園寺は湯浅内大臣に対し、以後後継首相の下問と奉答に関わること辞退する意向を伝えた。気力も失い、政界にほとんど関与することもなくなっていった。

### 元老の退場

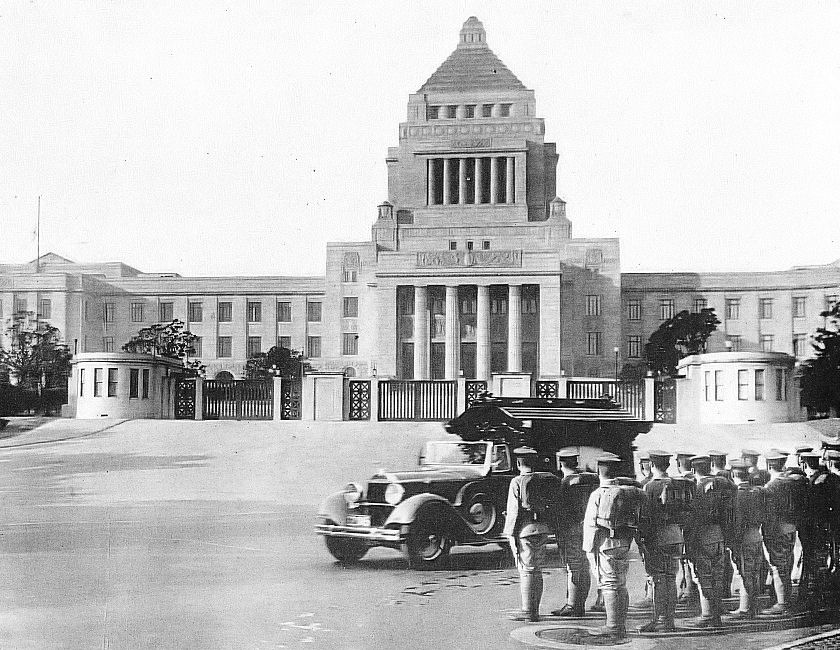
西園寺の国葬。西園寺の棺を乗せた霊柩車が国会議事堂の前で停止している。

1937年（昭和12年）6月に林内閣が崩壊した後、湯浅内大臣は天皇の下問を受け、元老の推薦も受けた上で近衛文麿を首相として推薦したいと奉答した。西園寺もこれに同意を与え、首相選定が事実上湯浅内大臣一人によって決まることとなった。以後、首相選定については内大臣が取り仕切り、1939年（昭和14年）以降は「自己の責任」で推薦を行うこととなった。西園寺は参考として意見を求められる存在となり、平沼内閣、阿部内閣、米内内閣成立の際には湯浅内大臣の相談を受けている。しかし1940年（昭和15年）7月、米内内閣が崩壊すると、木戸幸一内大臣は、元内閣総理大臣や枢密院議長による重臣会議を復活させ、元老は内大臣か秘書官長が「相談する」という形となった。重臣会議で近衛文麿が選ばれたと伝える内大臣秘書官長に対し、「この奉答だけは御免蒙りたい」と述べ、意見を述べることも辞退した。期待していた米内内閣の崩壊で意気消沈していた上に、西園寺は近衛に失望しており、奉答辞退はささやかな抵抗でもあった。
1940年（昭和15年）12月24日、西園寺の死と共に元老の制度も消滅した。

## 元老の一覧
| 氏名                | 画像 | 生没年                                 | 元勲優遇詔勅               | 最初の後継首相推薦 |
| ------------------- | ---- | -------------------------------------- | -------------------------- | ------------------ |
| 伊藤博文 （長州）   |      | 1841年（天保12年）- 1909年（明治42年） | 1889年（明治22年）11月1日  | 黒田清隆           |
| 黒田清隆 （薩摩）   |      | 1840年（天保11年）- 1900年（明治33年） | 1889年（明治22年）11月1日  | 山縣有朋           |
| 山縣有朋 （長州）   |      | 1838年（天保9年）- 1922年（大正11年）  | 1891年（明治24年）5月6日   | 伊藤博文（辞退）   |
| 西郷従道 （薩摩）   |      | 1843年（天保14年）- 1902年（明治35年） | 勅命・勅語なし             | 松方正義           |
| 松方正義 （薩摩）   |      | 1835年（天保6年）- 1924年（大正13年）  | 1898年（明治31年）1月12日  | 伊藤博文           |
| 井上馨 （長州）     |      | 1836年（天保7年）- 1915年（大正4年）   | 1904年（明治37年）2月18日  | 松方正義           |
| 大山巌 （薩摩）     |      | 1842年（天保13年）- 1916年（大正5年）  | 1912年（大正元年）8月13日  | 松方正義           |
| 西園寺公望 （公家） |      | 1849年（嘉永2年）- 1940年（昭和15年）  | 1912年（大正元年）12月21日 | 桂太郎             |

### 桂太郎について
桂太郎については広辞苑では「元老」としており、大辞林、日本大百科全書においても「元老」として明記されている。林茂、千葉功など複数の研究者も元老であるとしているものの、伊藤之雄は誤りであるとしている。また大久保利謙は国史大辞典において、桂を元老から外している。桂は1912年（大正元年）の元老会議以降後継首相推薦会議に参加しているが、「元老の資格」で参加したという扱いであり、西園寺や桂自身も元老であるとは考えていなかった。当時の読売新聞は元老と桂を区別して記述している。
| 氏名            | 画像 | 生没年                                | 元勲優遇詔勅拝受日        | 最初に推薦した後継首相 |
| --------------- | ---- | ------------------------------------- | ------------------------- | ---------------------- |
| 桂太郎 （長州） |      | 1848年（嘉永元年）- 1913年（大正2年） | 1911年（明治44年）8月30日 | 西園寺公望             |

### 山田顕義について
山田顕義についても佐々木隆は第1次山縣内閣の総辞職(1891年)後に山田が元老に相当する元勲とともに後継総理大臣の奏薦を行っており、山田が早世（1892年に49歳で死去）のために正式な任命の手続を得られなかった事実上の元老であった可能性を指摘している。伊藤之雄も山田の生存が長ければ元老になっていた可能性が高いとしている。なお佐々木は、後になって任命された桂・西園寺を除いた7名と山田を加えた8名をもって帝国憲法下における「薩長元勲」と位置づけている。
| 氏名              | 画像 | 生没年                                 | 元勲優遇詔勅拝受日 | 最初に推薦した後継首相 |
| ----------------- | ---- | -------------------------------------- | ------------------ | ---------------------- |
| 山田顕義 （長州） |      | 1844年（天宝15年）- 1892年（明治25年） | 勅命・勅語なし     | 松方正義               |

### 元老待遇者をめぐる諸説
荒船俊太郎は2度目の辞任の際と、裕仁親王が摂政に就任した際の御沙汰書により、大隈重信が元老待遇を受けたとしている。しかし伊藤之雄は他の元老が認めておらず、また大隈自身も元老としての活動を行っていないことから適当でないとしている。なお、昭和天皇即位の際に首相若槻禮次郎、閑院宮載仁親王が西園寺と同時に、類似した詔勅を受けているが、元老とみなされることはない。
原敬については平田東助が「原が居れば別だが、種切れなり」と評したように、首相退任後に生存していれば元老になったものとみられている。伊藤之雄は加藤高明についても同様の評価を行っている。

## 元老による首相奏薦
| 推薦年度 | 奏薦された首相候補者 | 関与した元老             | 元老以外の関与者 | 備考                                                         |
| -------- | -------------------- | ------------------------ | --- | ------------------------------------------------------------ |
| 1896年   | 松方正義             | 山縣、黒田               | 井上馨（元内相） | 第2次松方内閣の成立                                          |
| 1898年   | 伊藤博文             | 黒田、山縣               | | 第3次伊藤内閣の成立                                          |
| 1898年   | 大隈重信             | 伊藤、山縣、黒田、西郷   | 井上馨（大蔵大臣） 大山巌（貴族院議員） | 松方は洪水のため参加できず。 第1次大隈内閣の成立             |
| 1898年   | 山縣有朋             | 山縣、黒田、松方、西郷   | 井上馨（元蔵相） 大山巌（貴族院議員） | 伊藤は清からの帰国途中のため参加できず。 第2次山縣内閣の成立 |
| 1900年   | 伊藤博文             | 山縣                     | | 山縣による推薦。 第4次伊藤内閣の成立                         |
| 1901年   | 桂太郎               | 伊藤、山縣、松方、西郷   | 井上馨（元蔵相） 西園寺公望（内閣総理大臣臨時代理） | 第1次桂内閣の成立                                            |
| 1906年   | 西園寺公望           | 伊藤、山縣、松方、井上   | 桂太郎（首相） | 桂による推薦 会議なし、個別の賛同のみ 第1次西園寺内閣の成立  |
| 1908年   | 桂太郎               | 伊藤、山縣、松方、井上   | 西園寺公望（首相） | 西園寺による推薦 会議なし、下問のみ 第2次桂内閣の成立        |
| 1911年   | 西園寺公望           | 山縣                     | 桂太郎（首相） | 桂による推薦 会議なし、下問のみ 第2次西園寺内閣の成立        |
| 1912年   | 桂太郎               | 山縣、松方、井上、大山   | 桂太郎（元首相・内大臣） | 第3次桂内閣の成立                                            |
| 1913年   | 山本権兵衛           | 山縣、松方、井上、大山   | 西園寺公望（元首相） | 第1次山本内閣の成立                                          |
| 1914年   | 徳川家達             | 山縣、松方、井上、大山   | | 拝辞                                                         |
| 1914年   | 清浦奎吾             | 山縣、松方、井上、大山   | | 組閣失敗、鰻香内閣                                           |
| 1914年   | 大隈重信             | 山縣、松方、井上、大山   | | 第2次大隈内閣の成立                                          |
| 1916年   | 寺内正毅             | 山縣、松方、大山、西園寺 | | 寺内内閣の成立                                               |
| 1918年   | 西園寺公望           | 山縣                     | | 拝辞                                                         |
| 1918年   | 原敬                 | 西園寺、山縣、松方       | | 原内閣の成立                                                 |
| 1921年   | 高橋是清             | 西園寺、松方、山縣       | | 高橋内閣の成立                                               |
| 1922年   | 加藤友三郎           | 松方                     | 牧野伸顕（宮内大臣） 清浦奎吾（枢密院議長） 山本権兵衛（元首相） | 加藤友三郎内閣の成立                                         |
| 1923年   | 山本権兵衛           | 西園寺、松方             | 平田東助（内大臣） | 第2次山本内閣の成立                                          |
| 1924年   | 清浦奎吾             | 西園寺、松方             | 平田東助（内大臣） | 清浦内閣の成立                                               |
| 1924年   | 加藤高明             | 西園寺                   | 平田東助（内大臣） | 第1次加藤高明内閣の成立                                      |
| 1925年   | 加藤高明             | 西園寺                   | 牧野伸顕（内大臣） | 第2次加藤高明内閣の成立                                      |
| 1926年   | 若槻禮次郎           | 西園寺                   | 牧野伸顕（内大臣） | 第1次若槻内閣の成立                                          |
| 1927年   | 田中義一             | 西園寺                   | 牧野伸顕（内大臣） 一木喜徳郎（宮内大臣） 珍田捨巳（侍従長） 河井彌八（侍従次長） | 田中義一内閣の成立                                           |
| 1929年   | 濱口雄幸             | 西園寺                   | 牧野伸顕（内大臣） | 濱口内閣の成立                                               |
| 1931年   | 若槻禮次郎           | 西園寺                   | 牧野伸顕（内大臣） | 第2次若槻内閣の成立                                          |
| 1931年   | 犬養毅               | 西園寺                   | 牧野伸顕（内大臣） 一木喜徳郎（宮内大臣） 鈴木貫太郎（侍従長） | 犬養内閣の成立                                               |
| 1932年   | 斎藤実               | 西園寺                   | 牧野伸顕（内大臣） 一木喜徳郎（宮内大臣） 鈴木貫太郎（侍従長） 清浦奎吾（元首相） 山本権兵衛（元首相） 高橋是清（首相臨時代理） 荒木貞夫（陸軍大臣） 大角岑生（海軍大臣） 倉富勇三郎（枢密院議長） 近衛文麿（貴族院副議長） 上原勇作（陸軍元帥） 東郷平八郎（海軍元帥） | 斎藤内閣の成立                                               |
| 1934年   | 岡田啓介             | 西園寺                   | 牧野伸顕（内大臣） 一木喜徳郎（枢密院議長） 清浦奎吾（元首相） 高橋是清（元首相） 若槻礼次郎（元首相） 斉藤実（首相） | 岡田内閣の成立                                               |
| 1936年   | 近衛文麿             | 西園寺                   | 一木喜徳郎（枢密院議長） 湯浅倉平（宮内大臣） 木戸幸一（内大臣秘書官長） | 拝辞                                                         |
| 1936年   | 広田弘毅             | 西園寺                   | 一木喜徳郎（枢密院議長） 湯浅倉平（宮内大臣） 木戸幸一（内大臣秘書官長） | 広田内閣の成立                                               |
| 1937年   | 宇垣一成             | 西園寺                   | 湯浅倉平（内大臣） | 組閣失敗、拝辞                                               |
| 1937年   | 林銑十郎             | 西園寺                   | 湯浅倉平（内大臣） | 林内閣の成立                                                 |

## 呼称について
明治維新に功績のあった人物を「元勲」と呼ぶが、これは主にマスコミ周辺から誕生した略称だと言われている。明治初期に元老という言葉は元老院の設置において用いられたが、元老院議官は参議・大臣クラスのいわゆる元勲よりは格下の扱いであった。「元勲」の語は1885年（明治18年）のころからマスコミ等において用いられ、当初は大久保利通、西郷隆盛、木戸孝允、三条実美など初期の最有力者を指していた。「元老」「元老会議」の語が主に用いられるようになるのは1896年8月末以降である。伊藤之雄は元老の語がつかわれるのは会議に呼ばれない「元勲」への配慮と、「元勲優遇」の詔勅を受けていない井上馨や松方への非難をふせぐ目的があったとている。
「元老」という語は、君主国で政府の中枢において、君主の補佐、または任命・承認に携わる少人数の特権的地位に対する訳語として用いられることがある。君主制ではないが、1990年前後の中華人民共和国においても、第一線から退きながらも最高権力を握り続けた中国共産党の建国の元勲が「八大元老」とよばれたことがあった。また、特に二院制などで、世襲もしくは長期の任期を与えられ特権的立場で立法を行う上院の議員に対しても用いられることもある（元老院議員）。しかしこの多少古めかしい響きであるこの語は、たびたび西洋史の記述に登場するローマ元老院議員に対して用いられる以外では、あまり使われることがなくなった。
また、第二次世界大戦後の日本では、「長い間一つの部門の内で仕事をしてきた功労のある人」の意味でも用いられるようになっている。